# 蕭用道
蕭用道，江西泰和人。明朝初期政治人物。

## 生平
其早年胸怀才能，善于写文章。后升任靖江王府長史，召入翰林，修撰《類要》。当时燕王朱棣部队渡过淮河，其与周是修上书指责用事者。永乐年间，修撰《明太祖實錄》，改为右長史，跟从藩王到桂林。其陈请八件事项，并写《端禮》、《體仁》、《遵義》、《廣智》等文章。后因病请求归乡。明成祖大怒，贬其为宣府鷂兒嶺巡檢，后去世。

## 家族
其子萧晅由进士任职湖廣左布政使。后为禮部尚書。蕭晅为人厚重廉静，不善于奏对，后调任南京，不久去世。